# Ménerville
Ménerville là một xã của Pháp, nằm ở tỉnh Yvelines trong vùng Île-de-France.
Người dân ở đây trong tiếng Pháp gọi là Ménervillois.

## Địa lý
Các xã giáp ranh gồm: Perdreauville về phía đông bắc và về phía đông, Le Tertre-Saint-Denis về phía đông nam, Longnes về phía nam, Neauphlette về phía tây nam và Boissy-Mauvoisin về phía tây bắc. 

## Thông tin nhân khẩu
| 1793 | 1800 | 1806 | 1821 | 1831 | 1836 | 1841 | 1846 | 1851 |
| ---- | ---- | ---- | ---- | ---- | ---- | ---- | ---- | ---- |
| 153  | 88   | 108  | 113  | 136  | 133  | 132  | 139  | 115  |

| 1856 | 1861 | 1866 | 1872 | 1876 | 1881 | 1886 | 1891 | 1896 |
| ---- | ---- | ---- | ---- | ---- | ---- | ---- | ---- | ---- |
| 132  | 108  | 112  | 109  | 107  | 96   | 93   | 94   | 93   |

| 1901 | 1906 | 1911 | 1921 | 1926 | 1931 | 1936 | 1946 | 1954 |
| ---- | ---- | ---- | ---- | ---- | ---- | ---- | ---- | ---- |
| 96   | 107  | 151  | 99   | 101  | 99   | 110  | 106  | 118  |

| 1962                                         | 1968 | 1975 | 1982 | 1990 | 1999 | - | - | - |
| -------------------------------------------- | ---- | ---- | ---- | ---- | ---- | - | - | - |
| 94                                           | 97   | 126  | 158  | 182  | 191  | - | - | - |
| Số liệu kể từ 1962 : dân số không tính trùng |      |      |      |      |      |   |   |   |

## Hành chính
| Danh sách các thị trưởng               |           |                |      |         |
| Giai đoạn                              | Giai đoạn | Tên            | Đảng | Tư cách |
| tháng 3 năm 2001                       | 2008      | Sylvain Thuret |      |         |
| Tất cả các dữ liệu trước đây không rõ. |           |                |      |         |